# Howard Hodgkin
Gordon Howard Eliot Hodgkin (Hammersmith, Londres, 6 d'agost de 1932 - Londres, 9 de març de 2017) fou un pintor i gravador anglès. La seva obra sovint s'associa a l'abstracció.

## Biografia
Hodgkin, cosí del pintor anglès Eliot Hodgkin (1905-1987), va estudiar a l'Eton College i després a l'Escola Bryanston de Dorset. Després va estudiar al Camberwell College of Arts i més tard a l'Acadèmia d'Art de Bath a Corsham, on Edward Piper va estudiar dibuix amb ell.
La primera exposició individual de Hodgkin va ser a Londres el 1962. Les seves primeres pintures van tendir a estar compostos de formes corbes hard edge en un nombre limitat de colors. Al començament de la dècada de 1970, l'estil de Hodgkin es va fer més espontani, amb formes vagament recognoscibles que es presentaven en colors brillants i formes audaces.
El 1980, Hodgkin va ser convidat per John Hoyland per exhibir el treball com a part de la Hayward Annual de la Galeria Hayward, juntament amb Gillian Ayres, Basil Beattie, Terry Setch, Anthony Caro, Patrick Caulfield, Ben Nicholson i altres. El 1984 Hodgkin va representar la Gran Bretanya a la Biennal de Venècia, el 1985 va guanyar el Premi Turner, i el 1992 va ser nomenat cavaller.
El 1995 Hodgkin va imprimir la sèrie Venetian Views, que representa la mateixa vista de Venècia en quatre moments diferents del dia. Venice, Afternoon, una de les quatre impressions, utilitza setze fulls o fragments en un procés d'impressió enormement complex que crea un efecte colorit i pictòric. Aquesta peça va ser lliurada al Centre d'Art Britànic de Yale el juny de 2006 per part de la família Israel per complementar la seva col·lecció de Hodgkin.
En 2003 va ser nomenat Company d'Honor per la reina Isabel II. El 2006 es va muntar una gran exposició de la seva obra a la Tate Britain. També el 2006, The Independent el va declarar una de les 100 persones homosexuals més influents de la Gran Bretanya pel fet que el seu treball ajuda a moltes persones a expressar les emocions als altres.
El setembre de 2010 Hodgkin, juntament amg John Hoyland, John Walker, Ian Stephenson, Patrick Caulfield i R. B. Kitaj van ser incloses en una exposició titulada The Independent Eye: Contemporary British Art From the Collection of Samuel and Gabrielle Lurie, al Centre d'Art Britànic de Yale. Les seves impressions són gravats pintats a mà i durant els últims 25 anys ha treballat amb el mateix mestre impressor (Jack Shirreff, de 107 Workshop) i editor d'impressió (Galeria Alan Cristea).